# Plana (peix)
La plana o rèmol de riu (Platichthys flesus) és un peix del gènere dels Platichthys molt parent de la palaia anglesa, però més grossa i amb una carn d'estructura més fina. És un peix peix migratori amfídrom que té una llargura mitjana de 50 cm i un pes de 5 kg. Pot viure fins a quinze anys. La variant mediterrània és una mica més petita que l'atlàntica.
Habita als fons marins fins a 25 m de profunditat, als estuaris i en aigües salabroses de tota la Mediterrània i de les costes atlàntiques europees. A Catalunya viuen també a les llacunes costaneres i els aiguamolls litorals. És freqüent però no abundant. Als Aiguamolls de l'Empordà ha esdevingut rar, probablement per la contaminació.
El peix interessa els pescadors comercials i esportius.